# Coniogenes contempta
Coniogenes contempta är en fjärilsart som beskrevs av Edward Meyrick 1936. Coniogenes contempta ingår i släktet Coniogenes och familjen förnamalar. Inga underarter finns listade i Catalogue of Life.